# Класификация на влечугите
Класификацията на влечугите по-долу включва всички семейства от клас Влечуги (Reptilia).

## Класификация
Клас Влечуги 
- Подклас Anapsida Williston, 1917
  - Разред †Captorhinida Carroll, 1988
    - Семейство †Bolosauridae Cope, 1878
    - Семейство †Millerettidae Watson, 1957
    - Семейство †Protorothyrididae Price, 1937

  - Разред †Cotylosauria Tchudinov, 1955
    - Семейство †Captorhinidae Case, 1911

  - Разред †Mesosauria Seeley, 1892
    - Семейство †Mesosauridae Baur, 1889

  - Разред †Procolophonia Romer, 1964
    - Надсемейство †Procolophonoidea
      - Семейство †Owenettidae
      - Семейство †Procolophonidae

    - Надсемейство †Pareiasauroidea
      - Семейство †Pareiasauridae

  - Разред Костенурки (Testudines) Linnaeus, 1758
    - Подразред †Proganochelydia
      - Семейство †Proganochelyidae
      - Семейство †Proterochersidae

    - Подразред Скритошийни костенурки (Cryptodira) Cope, 1868
      - Инфраразред †Paracryptodira
        - Семейство †Kallokibotiidae
        - Семейство †Mongolochelyidae
        - Семейство †Pleurosternidae
        - Семейство †Solemydidae
        - Надсемейство †Baenoidea
          - Семейство †Baenidae
          - Семейство †Macrobaenidae
          - Семейство †Neurankylidae

      - Инфраразред Eucryptodira
        - Семейство †Eurysternidae
        - Семейство †Plesiochelyidae
        - Семейство †Xinjiangchelyidae
        - Надсемейство Chelonioidea Oppel, 1811
          - Семейство †Protostegidae Cope, 1873
          - Семейство Морски костенурки (Cheloniidae)
          - Семейство Кожести костенурки (Dermochelyidae)

        - Надсемейство Kinosternoidea Agassiz, 1857
          - Семейство Тинести костенурки (Kinosternidae)
          - Семейство Речни костенурки (Dermatemydidae)

        - Надсемейство Testudinoidea (Fitzinger, 1826)
          - Семейство †Adocidae
          - Семейство Кайманови костенурки (Chelydridae)
          - Семейство Блатни костенурки (Emydidae)
          - Семейство Азиатски речни костенурки (Geoemydidae)
          - Семейство Голямоглави костенурки (Platysternidae) Gray, 1869
          - Семейство Сухоземни костенурки (Testudinidae)

        - Надсемейство Trionychoidea
          - Семейство Двуноктести костенурки (Carettochelyidae)
          - Семейство Мекочерупчести костенурки (Trionychidae)

    - Подразред Страничношийни костенурки (Pleurodira)
      - Надсемейство Chelidoidea
        - Семейство Змиеврати костенурки (Chelidae)

      - Надсемейство Pelomedusoidea
        - Семейство Пеломедузови костенурки (Pelomedusidae) Cope, 1868
        - Семейство Мадагаскароамерикански страничношийни костенурки (Podocnemididae) Cope, 1868
- Подклас Diapsida Osborn, 1903
  - Разред †Ихтиозаври (Ichthyosauria) de Blainville, 1835
    - Семейство †Besanosauridae
    - Семейство †Californosauridae
    - Семейство †Cymbospondylidae
    - Семейство †Grippiidae
    - Семейство †Guanlingsauridae
    - Семейство †Hudsonelpidiidae
    - Семейство †Ichthyosauridae
    - Семейство †Leptonectidae
    - Семейство †Macgowaniidae
    - Семейство †Merriamosauridae
    - Семейство †Mixosauridae
    - Семейство †Ophthalmosauridae
    - Семейство †Omphalosauridae
    - Семейство †Parvinatatoridae
    - Семейство †Quasianosteosauridae
    - Семейство †Shastasauridae
    - Семейство †Shonisauridae
    - Семейство †Stenopterygiidae
    - Семейство †Suevoleviathanidae
    - Семейство †Temnodontosauridae
    - Семейство †Thaisauridae Maisch, 2010
    - Семейство †Toretocnemidae
    - Семейство †Utatsusauridae
    - Семейство †Wimaniidae Maisch, 2010

  - Инфраклас Archosauromorpha Huene, 1946
    - Разред †Choristodera Cope, 1884
      - Семейство †Cteniogenidae
      - Семейство †Simoedosauridae
      - Семейство †Champsosauridae

    - Разред †Prolacertiformes Camp, 1945
      - Семейство †Protorosauridae
      - Семейство †Prolacertidae
      - Семейство †Sharovipterygidae
      - Семейство †Tanystropheidae

    - Разред †Rhynchosauria Osborn, 1903
      - Семейство †Rhynchosauridae

    - Разред †Trilophosauria Romer, 1956
      - Семейство †Trilophosauridae

    - Отдел Архозаври (Archosauria) Cope, 1869
      - Подотдел Crurotarsi Sereno & Arcucci, 1990
        - Разред †Aetosauria Lydekker, 1889
          - Семейство †Stagonolepididae

        - Разред †Phytosauria Meyer, 1861
          - Семейство †Phytosauridae

        - Разред †Rauisuchia Huene, 1924
          - Семейство †Poposauridae Nopcsa, 1928
          - Семейство †Rauisuchidae
          - Семейство †Prestosuchidae
          - Семейство †Ctenosauriscidae

        - Надразред Crocodylomorpha Walker, 1968
          - Разред Крокодили (Crocodylia) Owen, 1842
            - Подразред †Mesosuchia
              - Семейство †Hsisosuchidae
              - Инфраразред †Notosuchia
                - Семейство †Notosuchidae
                - Семейство †Comahuesuchidae
                - Семейство †Chimaerasuchidae
                - Семейство †Sphagesauridae

              - Инфраразред †Neosuchia
                - Семейство †Trematochampsidae
                - Семейство †Peirosauridae
                - Семейство †Elosuchidae
                - Семейство †Atoposauridae
                - Семейство †Dyrosauridae
                - Семейство †Pholidosauridae

            - Подразред †Protosuchia Mook, 1934
              - Семейство †Edentosuchidae Young, 1973
              - Семейство †Gobiosuchidae Osmólska, 1972
              - Семейство †Protosuchidae Brown, 1934
              - Семейство †Shartegosuchidae Efimov, 1988

            - Подразред †Sebecosuchia Colbert, 1946
              - Семейство †Baurusuchidae Price, 1945
              - Семейство †Sebecidae Simpson, 1937

            - Подразред †Sphenosuchia von Huene, 1942
              - Семейство †Sphenosuchidae

            - Подразред †Thalattosuchia Fraas, 1901
              - Семейство †Goniopholididae
              - Семейство †Metriorhynchidae Fitzinger, 1843
              - Семейство †Paralligatoridae
              - Семейство †Teleosauridae

            - Подразред Eusuchia Huxley, 1875
              - Семейство †Hylaeochampsidae Andrews, 1913
              - Семейство †Stomatosuchidae
              - Семейство Алигаторови (Alligatoridae) Gray, 1844
              - Семейство Крокодилови (Crocodylidae) Cuvier, 1807
              - Семейство Гавиалови (Gavialidae) Adams, 1854

      - Подотдел Avemetatarsalia (Ornithodira) Benton, 1999
        - Надразред †Pterosauromorpha Padian, 1997
          - Разред †Птерозаври (Pterosauria) Kaup, 1834
            - Подразред †Pterodactyloidea Plieninger, 1901
              - Надсемейство †Azhdarchoidea Nesov, 1984
                - Семейство †Azhdarchidae Nesov, 1984
                - Семейство †Tapejaridae Kellner, 1989

              - Надсемейство †Ctenochasmatoidea Nopsca, 1928
                - Семейство †Ctenochasmatidae Nopsca, 1928
                - Семейство †Pterodactylidae Meyer, 1830

              - Надсемейство †Dsungaripteroidea Young, 1964
                - Семейство †Dsungaripteridae Young, 1964

              - Надсемейство †Ornithocheiroidea Seeley, 1870
                - Семейство †Istiodactylidae Howse, Milner & Martill, 2001
                - Семейство †Nyctosauridae Nicholson & Lydekker, 1889
                - Семейство †Ornithocheiridae Seeley, 1870
                - Семейство †Pteranodontidae Marsh, 1876

            - Подразред †Rhamphorhynchoidea Plieninger, 1901
              - Семейство †Anurognathidae Nopcsa, 1928
              - Семейство †Campylognathoididae Kuhn, 1967
              - Семейство †Rhamphorhynchidae Seeley, 1870

        - Надразред Динозаври (Dinosauria) Owen, 1842
          - Разред †Птицетазови (Ornithischia) Seeley, 1888
            - Подразред †Cerapoda
              - Инфраразред †Ceratopsia Marsh, 1890
                - Семейство †Ceratopsidae
                - Семейство †Chaoyangsauridae
                - Семейство †Psittacosauridae
                - Семейство †Neoceratopsia

              - Инфраразред †Ornithopoda
                - Семейство †Hypsilophodontidae Dollo, 1882

              - Инфраразред †Pachycephalosauria Maryanska & Osmolska, 1974
                - Семейство †Pachycephalosauridae Sternberg, 1945

            - Подразред †Thyreophora Nopcsa, 1915
              - Инфраразред †Ankylosauria Osborn, 1923
                - Семейство †Ankylosauridae
                - Семейство †Nodosauridae
                - Семейство †Scelidosauridae

              - Инфраразред †Stegosauria Marsh, 1877
                - Семейство †Huayangosauridae
                - Семейство †Stegosauridae

          - Разред Гущеротазови (Saurischia) Seeley, 1888
            - Семейство Lacerstatae
            - Подразред †Sauropodomorpha Huene, 1932
              - Инфраразред †Prosauropoda Huene, 1920
                - Семейство †Thecodontosauridae
                - Надсемейство †Anchisauria Galton & Upchurch, 2004
                  - Семейство †Anchisauridae
                  - Семейство †Melanorosauridae

                - Надсемейство †Plateosauria Tornier, 1913
                  - Семейство †Massospondylidae
                  - Семейство †Plateosauridae

              - Инфраразред †Sauropoda Marsh, 1878
                - Семейство †Saltasauridae
                - Семейство †Titanosauridae
                - Семейство †Nemegtosauridae
                - Семейство †Vulcanodontidae
                - Надсемейство †Camarasauromorpha
                  - Семейство †Camarasauridae

                - Надсемейство †Diplodocoidea Marsh, 1884
                  - Семейство †Amazonsaurus
                  - Семейство †Dicraeosauridae
                  - Семейство †Диплодокови (Diplodocidae)
                  - Семейство †Rebbachisauridae

            - Подразред Theropoda Marsh, 1881
              - Инфраразред †Ceratosauria Marsh, 1884
                - Надсемейство †Abelisauroidea
                  - Семейство †Noasauridae
                  - Семейство †Abelisauridae

                - Надсемейство †Coelophysoidea
                  - Семейство †Coelophysidae
                  - Семейство †Dilophosauridae

                - Надсемейство †Neoceratosauria
                  - Семейство †Ceratosauridae

              - Инфраразред †Carnosauria Huene, 1920
                - Надсемейство †Allosauroidea Marsh, 1878
                  - Семейство †Allosauridae Marsh, 1877
                  - Семейство †Carcharodontosauridae Stromer, 1931
                  - Семейство †Metriacanthosauridae
                  - Семейство †Neovenatoridae Benson, Carrano & Brusatte, 2009

              - Инфраразред Coelurosauria Huene, 1914
                - Семейство †Alvarezsauridae Bonaparte, 1991
                - Семейство †Avimimidae
                - Семейство †Caenagnathoidea
                - Семейство †Caudipterygidae
                - Семейство †Compsognathidae
                - Семейство †Deinocheiridae
                - Семейство †Ornithomimidae
                - Семейство †Scansoriopterygidae Czerkas & Yuan, 2002
                - Надсемейство †Tyrannosauroidea
                  - Семейство †Coeluridae
                  - Семейство †Dryptosauridae
                  - Семейство †Процератозаврови (Proceratosauridae)
                  - Семейство †Тиранозаврови (Tyrannosauridae) Osborn, 1906

                - Надсемейство †Dromaeosauroidea Matthew & Brown, 1922
                  - Семейство †Dromaeosauridae

                - Надсемейство †Troodontoidea Gilmore, 1924
                  - Семейство †Troodontidae Gilmore, 1924

              - Инфраразред †Herrerasauria Galton, 1985
                - Семейство †Herrerasauridae
                - Семейство †Saltopodidae

              - Инфраразред †Therizinosauroidea Maleev, 1954
                - Семейство †Alxasauridae
                - Семейство †Therizinosauridae

              - Инфраразред Tetanurae Gauthier, 1986
                - Надсемейство Spinosauroidea Stromer, 1915
                  - Семейство Megalosauridae
                  - Семейство Spinosauridae

  - Инфраклас Lepidosauromorpha Benton, 1983
    - Надразред †Sauropterygia Owen, 1860
      - Разред †Nothosauroidea Baur, 1889
        - Семейство †Nothosauria
        - Подразред †Pachypleurosauria Nopcsa, 1928
          - Семейство †Pachypleurosauridae Nopcsa, 1928

      - Разред †Placodontia Cope, 1871
        - Надсемейство †Placodontoidea Cope, 1871
          - Семейство †Paraplacodontidae
          - Семейство †Placodontidae

        - Надсемейство †Cyamodontoidea
          - Семейство †Cyamodontidae
          - Семейство †Henodontidae
          - Семейство †Placochelyidae

      - Разред †Плезиозаври (Plesiosauria) Blainville, 1835
        - Подразред †Plesiosauroidea Gray, 1825
          - Надсемейство †Cryptoclidoidea O’Keefe, 2001
            - Семейство †Aristonectidae
            - Семейство †Cryptoclididae
            - Семейство †Polycotylidae

        - Подразред †Pliosauroidea Welles, 1943
          - Семейство †Leptocleididae
          - Семейство †Pliosauridae
          - Семейство †Rhomaleosauridae

    - Надразред Лепидозаври (Lepidosauria) Haeckel, 1866
      - Разред Клюноглави (Rhynchocephalia, Sphenodontia) Williston, 1925
        - Семейство †Gephyrosauridae
        - Семейство †Pleurosauridae
        - Семейство Хатериеви (Sphenodontidae)[1]

      - Разред Люспести (Squamata) Oppel, 1811
        - Подразред Двуходки (Amphisbaenia)
          - Семейство Червеобразни гущери (Amphisbaenidae)
          - Семейство Bipedidae
          - Семейство Blanidae
          - Семейство Cadeidae
          - Семейство Rhineuridae
          - Семейство Trogonophidae

        - Подразред Гущери (Sauria, Lacertilia) Gauthier, 1984
          - Инфраразред Anguimorpha
            - Семейство Слепоци (Anguidae)
            - Семейство Американски безкраки гущери (Anniellidae)
            - Семейство Крокодилови гущери (Xenosauridae) Cope, 1866

          - Инфраразред Геконообразни (Gekkota) Cuvier, 1817
            - Семейство Carphodactylidae
            - Семейство Слепи гущери (Dibamidae) Boulenger, 1884
            - Семейство Diplodactylidae
            - Семейство Eublepharidae
            - Семейство Геконови (Gekkonidae) Gray, 1825
            - Семейство Phyllodactylidae
            - Семейство Змийски гущери (Pygopodidae)
            - Семейство Sphaerodactylidae

          - Инфраразред Игуанообразни (Iguania)
            - Семейство Агамови (Agamidae)
            - Семейство Хамелеонови (Chamaeleonidae)
            - Семейство Игуанови (Iguanidae) Oppel, 1811
            - Семейство Corytophanidae
            - Семейство Crotaphytidae
            - Семейство Hoplocercidae
            - Семейство Leiocephalidae
            - Семейство Leiosauridae
            - Семейство Liolaemidae
            - Семейство Мадагаскарски игуани (Opluridae)
            - Семейство Phrynosomatidae
            - Семейство Pleurodonta
            - Семейство Polychrotidae
            - Семейство Tropiduridae

          - Инфраразред Platynota
            - Семейство †Necrosauridae
            - Семейство Отровни гущери (Helodermatidae)
            - Семейство Безухи варани (Lanthanotidae)
            - Семейство Варанови (Varanidae) Hardwicke & Gray, 1827

          - Инфраразред Scincomorpha
            - Семейство Бодливоопашати гущери (Cordylidae)
            - Семейство Герозаврови (Gerrhosauridae)
            - Семейство Gymnophthalmidae
            - Семейство Същински гущери (Lacertidae)
            - Семейство Mabuyidae
            - Семейство Сцинкови (Scincidae) Gray, 1825
            - Семейство Камшикоопашати гущери (Teiidae) Gray, 1827
            - Семейство Нощни гущери (Xantusiidae) Baird, 1858

        - Подразред Змии (Serpentes) Linnaeus, 1758
          - Инфраразред Scolecophidia Cope, 1864
            - Надсемейство Typhlopoidea Gray, 1845
              - Семейство Американски червейници (Anomalepididae) Taylor, 1939
              - Семейство Leptotyphlopidae Stejneger, 1892
              - Семейство Червейници (Typhlopidae) Merrem, 1820

          - Инфраразред Alethinophidia Nopcsa, 1923
            - Семейство †Nigerophiidae Rage, 1975
            - Надсемейство Нисши змии (Henophidia, Booidea) Vidal & Hedges (2002)
              - Семейство Лъжливи коралови змии (Aniliidae) Stejneger, 1907
              - Семейство Anomochilidae Cundall, Wallach & Rossman, 1993
              - Семейство Боидни (Boidae) John E. Gray, 1825
              - Семейство Срасналочелюстни бои (Bolyeriidae) Hoffstetter, 1946
              - Семейство Cylindrophiidae Fitzinger, 1843
              - Семейство Мексикански земни питони (Loxocemidae) Cope, 1861
              - Семейство Дървесни бои джуджета (Tropidophiidae) Leo Brongersma, 1951
              - Семейство Щитоопашни змии (Uropeltidae) Müller, 1832
              - Семейство Лъчисти змии (Xenopeltidae) Bonaparte, 1845

            - Надсемейство Висши змии (Colubroidea, Xenophidia, Caenophidia) Oppel, 1811
              - Семейство Брадавичести змии (Acrochordidae) Charles L. Bonaparte, 1831
              - Семейство Atractaspididae Günther, 1858
              - Семейство Смокообразни (Colubridae) Oppel, 1811
              - Семейство Аспидови (Elapidae) F. Boie, 1827
              - Семейство Питонови (Pythonidae) Fitzinger, 1826
              - Семейство Отровници (Viperidae) Oppel, 1811